# Жак Тати
Жак Тати́ (фр. Jacques Tati, настоящее имя Яков Георгиевич Тати́щев (фр. Jacques Tatischeff); 9 октября 1907 года, Ле-Пек — 5 ноября 1982 года, Париж) — французский сценарист, актёр и режиссёр. Один из крупнейших французских комедиографов, создатель персонажа господин Юло.

## Биография

### Происхождение
Мать Тати — Марсель Клер ван Хоф (фр. Marcelle Claire van Hoof), нидерландского и итальянского происхождения. Отец — Жорж-Эммануэль Татищев (фр. Emmanuel Tatischeff), сын русского генерала Дмитрия Татищева (1824—1878) и француженки Роз-Анатали Аленкан (фр. Rose Anathalie Alinquant). Хотя сам Тати в интервью называл деда «русским послом в Париже» и «графом», в действительности Дмитрий Александрович происходил из старшей (не графской) ветви рода Татищевых (смоленские Рюриковичи).
По воспоминаниям современников, его дед, Дмитрий Александрович Татищев, прижил своего сына от цирковой артистки. Жорж-Эммануэль родился 10 декабря 1875 года. Татищев обратился в префектуру Парижа с заявлением о признании его своим сыном. В соответствии с французским законодательством Дмитрий Татищев был признан отцом Жоржа-Эммануэля без указания имени матери и получил соответствующий акт, на основании которого мальчик был крещён по православному обряду 26 декабря 1877 года в парижском Соборе Александра Невского, при этом в метрической книге было указано имя Георгий. Отец полюбил своего ребёнка и намеревался обратиться к российскому императору с прошением, желая объявить своего сына законнорождённым. Предполагается, что такое прошение было написано, однако процедуре признания воспрепятствовала тяжёлая болезнь Дмитрия Александровича и его смерть в 1878 году, а также позиция его ближайших родственников:
Приехавший во Францию его брат, Александр Александрович, решил всё по своему: никогда в род Татищевых не попадёт незаконнорождённый, отрезал он. Друзья Дмитрия Александровича были убеждены: старший Татищев сделал это исключительно из меркантильных соображений: чтобы наследство брата осталось в семье. Матери-циркачке приходилось очень туго: А. А. Татищев, пензенский губернатор, деньги ей на ребёнка выплачивал нерегулярно.

### Ранние годы
Отец — мастер картинных рам, реставратор работал в магазине на улице де Кастеллана. Когда Жак подрос, приобщил его к своей профессии. После службы в армии Жак проходил стажировку в Лондоне, во время которой начал играть в регби. Вернувшись в Париж, участвовал в соревнованиях в составе полупрофессиональной регбийной команды Racing Club de France. Считается, что занятия спортом помогли ему добиться пластической выразительности движений тела, таким образом повлияв на его артистизм. По этому поводу французский киновед Пьер Лепроон писал: «Свой досуг Жак посвящал спорту. Он играл в регби в составе первоклассной французской команды „Расинг-Клуб“, занимался теннисом и боксом. Спорт и положил начало его артистической карьере». Его товарищи по команде, увидев благодаря тем номерам на тему спортивной игры, которыми он их развлекал между играми и тренировками, что он имеет несомненный комический талант, посоветовали ему создать сценку на тему регби и показать её более широкой публике. По наблюдению Лепроона, Жака Тати как молодого спортсмена не удовлетворяли одни только спортивные упражнения (выполняя которые он внимательно следил за собой, а также за зрителями):
Жак Тати решает воспроизвести ситуацию спортивных соревнований — изобразить спортсмена и публику. Но изображать — он понимает это с самого начала — значит воссоздавать, стилизовать. Он поступает, как ребёнок, который впервые начинает рисовать. Он не копирует, а схематизирует. Спортсмен становится мимистом. Тати выводит заключение: „Первое требование к актеру-комику, — говорит он, — быть подготовленным спортсменом“.
Расставшись с регби, сначала выступал в кабаре, мюзик-холлах, где получил известность как исполнитель «спортивных пантомим». В будущем творчество Тати будут часто сравнивать с работами Чарли Чаплина, их также роднит то, что они оба обратились к кинематографу через пантомиму и мюзик-холл: «Но они переросли эти два вида зрелищ, преобразовав их в соответствии с законами оптики в третье — в кино». В кино Тати дебютировал в 1934 году, снимаясь в короткометражных лентах, которые в своём большинстве представляли экранизации его «спортивных пантомим». В 1935 году, комический талант Тати был «открыт» писательницей Колетт, которая так отозвалась о нём в следующем году: «Впредь, я думаю, ни одно празднество и ни один театральный спектакль или акробатическое представление не обойдутся без этого поразительного актёра, который открыл кое-что новое. Это открытие касается танца, спорта, сатиры и пантомимы».
Первой успешной картиной стала «Тренируй левую» (режиссёр Рене Клеман, 1936).
В 1939 Тати ушёл на фронт, однако на такого высокого солдата (191 сантиметр) не нашлось униформы и его одели как попало. Во время обхода патруля был обнаружен солдат в английском плаще, итальянских ботинках, французской униформе и портянках из бельгийского одеяла — Тати. Его приняли за немецкого шпиона и чуть не расстреляли, отчего появилась седина. В этот период у него завязались отношения с танцовщицей чешско-австрийского происхождения Гертой Шиль, которая родила от него дочь, однако Тати, под влиянием своей сестры Натали, отказался её признать.

### Кинематограф
После войны Тати возвращается в кабаре и уже в 1947 году снимает картину «Школа почтальонов», которая получила премию Макса Линдера, а в 1949 году — дополненную полнометражную версию в фильме «Праздничный день» (Большая премия французского кино за 1950 год, премия за лучший сценарий Венецианского кинофестиваля). Критика увидела в этой картине выражение «эстетики обыденного», влияние традиций комедии дель арте, работ Рене Клера, и вместе с тем оригинальность, как этой картины, так и творчества режиссёра в целом.

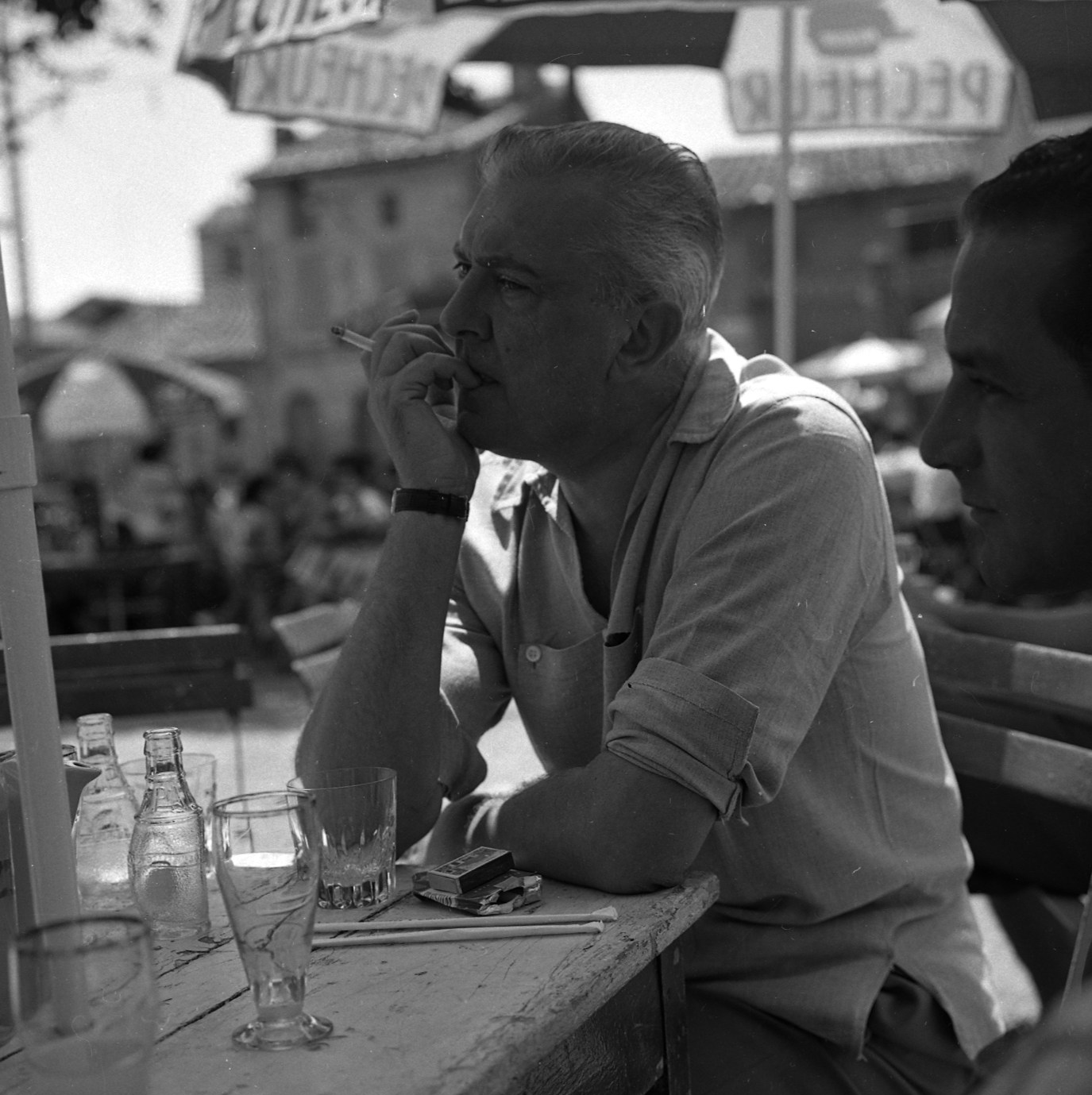
Жак Тати в 1961 году

Наибольшую популярность принёс его персонаж господин Юло, наивный простак, перенесённый из кабаре. Впервые он появился в фильме «Каникулы господина Юло» (премия Луи Деллюка и приз лучшего актёра года во Франции, премия ФИПРЕССИ на Каннском кинофестивале). Андре Базен писал, что значение этого фильма для французского кино невозможно переоценить, так как он является не только самой значительной кинокомедией со времён братьев Маркс и Уильяма Филдса, но также значительным событием в истории звукового кино. Затем господин Юло появился в картине «Мой дядюшка» (специальный приз Каннского кинофестиваля, премия «Оскар» за «Лучший иностранный фильм»). Тати неоднократно утверждал, что с первых своих работ в кинематографе сознательно стремился к тому, чтобы сделать свой комический персонаж более правдивым: «Потому что он не делает ничего необычного, и то, что с ним случается, могло бы произойти с каждым из нас: мы ищем что-то в багажнике, какой-то предмет вываливается, мы его подбираем…»
С 1965 по 1967 годы режиссёр работал над фильмом «Время развлечений» (приз Московского международного кинофестиваля в 1969 году), а также продолжал снимать короткометражные фильмы. Фильм «Время развлечений» вышел на экраны в 1967 году, однако, несмотря на благожелательный приём критики, он не пользовался успехом у публики. Французский киновед Жак Лурсель отзывается об этом фильме как о «восхитительном провале (насколько вообще может быть восхитителен провал), где Тати губят чрезмерные амбиции и мания величия, не свойственные его подлинной природе». В эту ленту Тати вложил значительные средства, что на фоне коммерческой неудачи картины в прокате привело к возникновению финансовых проблем, в частности, он был вынужден заложить собственный дом в Сен-Жермен-ан-Ле. Через несколько лет снял свой следующий фильм «Трафик» («Автодвижение»), который вышел в прокат в 1971 году — «острой и бесконечно правдивой сатире на мир автомобилистов». В 1973 году Тати снял свой следующий фильм «Парад» (главный приз за детский фильм Московского кинофестиваля), который пользовался определённой популярностью у зрителей, но несмотря на это в 1974 году его компания обанкротилась.
После длительных проблем со здоровьем Жак Тати умер 4 ноября 1982 года, так и не закончив сценарий своего последнего фильма «Путаница» (фр. Confusion). Похоронен на старом кладбище в Сен-Жермен-ан-Ле.

## Критика и оценки
Историк кино Жорж Садуль, отмечая, что фильм «Каникулы господина Юло» представляет собой острую, но вместе с тем добродушную сатиру на мещанство, писал, что Жак Тати «является не только постановщиком этого фильма, но и самым большим комиком после Макса Линдера». Лурсель охарактеризовал эту картину следующим образом: «Самый бурлескный из французских фильмов и самый французский из бурлескных фильмов», в котором в «чистом, элегантном и очень продуманном стиле», он соединяет в единое целое неисчислимое количество комических ситуаций и изобретательных находок, поданных «в спокойном и свободном ритме», органично вплетая их в сюжетную линию, выразительно показывающую «скуку и вялость курортной жизни». По мнению того же автора, стилистика Тати представляет собой «уникальный союз между остротой социального реализма и тем, что можно по праву назвать непостижимой поэзией, рождающейся из сочетания внешней меланхоличности и восторга, запрятанного глубоко внутри». В ограниченном мирке, определяющими признаками которого являются условности и рутина, дядюшка Юло является «каким-то вежливым чужаком, скромным нарушителем спокойствия и, главное, — разоблачителем» и выступает в качестве последнего представителя тех, кто обладает детским мировосприятием, своеобразной лёгкостью бытия, которые вскоре безвозвратно покинут этот мир.
По наблюдению Андре Базена, Тати, как все великие комики, создаёт свой мир, который находится в зависимости и вращается вокруг центрального персонажа. Господин Юло, как пишет Базен, может даже не участвовать в наиболее смешных трюках, так как представляет собой «только метафизическое воплощение беспорядка, продолжающегося долгое время после того, как персонаж уже ушёл». Одним из наиболее значительных признаков величия Тати, французский критик называет то, что его комизм, как и комизм Чаплина, никогда не производит пессимистического впечатления, даже вопреки «идиотизму окружающего мира», а его персонаж: «сохраняет неистребимую лёгкость; своим существованием он доказывает, что непредвиденное возможно, что оно всегда может возникнуть и разрушить дурацкий порядок вещей, превратить автомобильную камеру в погребальный венок, а похоронную процессию — в увеселительную прогулку».
Жан-Люк Годар отмечал конфликтное, по своей сути, содержание его стилистики: при внешней суетливости, эксцентричности ощущается нарочитая замедленность действия, выражающаяся в ностальгической музыке, пронзительной лиричности. В 1958 году Франсуа Трюффо писал, что в то время только два режиссёра последовательно и продуманно проводили политику авторского «полного контроля» — это Робер Брессон и Жак Тати. Любое их новое произведение будет «заведомо гениально, хотя бы в силу особой властности, с которой с первого по последний кадр проступает единая, абсолютная воля…». По наблюдению одного из лидеров французской новой волны, юмор комедиографа «очень специфичен и узок», видимо потому, что он умышленно ограничивает себя «комизмом подсмотренных ситуаций, не считая находок, построенных на чистом бурлеске», а также при этом в этих ограничительных рамках исключает «всё неправдоподобное»:
Более того, он ничего не сообщает нам о характере своих персонажей, то есть сознательно отказывается от их обрисовки, от проникновения в человека, поскольку у него нет классической раскадровки, нет драматического построения сцен, у него нет и психологической разработки характеров. Его комизм построен только на событиях повседневной жизни, пусть слегка видоизменённых, но всегда правдоподобных.
Трюффо находит в эстетике Тати некоторые недостатки, мешающие полному восприятию его картин, к которым он, в частности, относит неоправданные «длинноты», схематизм, статичность, последовательное применение одних и тех же приёмов. При этом тот же автор замечает, что несмотря на его критический, требовательный разбор ему внушает неподдельное восхищение талант автора, который в картине «Мой дядя» показывает «безумный, кошмарный, навязчивый мир, который скорее парализует смех, чем вызывает его». По мнению Трюффо, хотелось бы, чтобы ленты французского комедиографа можно было принимать полностью: «именно потому, что фильм его слишком удался, мы холодеем от ужаса, глядя на эти документальные зарисовки из нашего завтрашнего дня».
В советской критике отмечалось, что Тати сумел бережно сохранить многие приёмы и традиции кинокомедий 1920—1930-х годов, расширив пределы смешного, дополнив их нравственными коллизиями, которые продолжительное время являлись традиционным предметом идеализации в этом жанре, в частности «возможность маленького счастья для маленького человека».

## Фильмография
| Год  | Название                                                                           | Вид киноискусства      | Примечание                  |
| ---- | ---------------------------------------------------------------------------------- | ---------------------- | --------------------------- |
| 1932 | «Оскар, чемпион тенниса»/Oscar, champion de tennis                                 | Короткометражный фильм | Режиссёр и актёр            |
| 1934 | On demande une brute (Требуется зверь)                                             | Художественный фильм   | Соавтор и актёр             |
| 1935 | Gai dimanche (Веселое воскресенье)                                                 | Короткометражный фильм | Соавтор, режиссёр и актёр   |
| 1936 | Soigne ton gauche (Тренируй левую)                                                 | Короткометражный фильм | Сценарист и актёр           |
| 1938 | Retour à la terre (Возвращение к земле)                                            | Короткометражный фильм | Сценарист и актёр           |
| 1945 | Sylvie et le fantôme (Сильвия и привидение)                                        | Художественный фильм   | Актёр                       |
| 1946 | Le Diable au corps (Дьявол во плоти)                                               | Художественный фильм   | Актёр                       |
| 1947 | L'École des facteurs (Школа почтальонов)                                           | Короткометражный фильм | Сценарист, режиссёр и актёр |
| 1949 | Jour de fête (Праздничный день)                                                    | Художественный фильм   | Сценарист, режиссёр и актёр |
| 1953 | Les Vacances de Monsieur Hulot (Каникулы господина Юло)                            | Художественный фильм   | Сценарист, режиссёр и актёр |
| 1958 | Mon oncle (Мой дядюшка)                                                            | Художественный фильм   | Сценарист, режиссёр и актёр |
| 1967 | Playtime (Время развлечений)                                                       | Художественный фильм   | Сценарист, режиссёр и актёр |
| 1967 | Cours du soir (Вечерняя школа)                                                     | Короткометражный фильм | Сценарист и актёр           |
| 1971 | Trafic (Трафик)                                                                    | Художественный фильм   | Сценарист, режиссёр и актёр |
| 1972 | Obraz uz obraz                                                                     | Телесериал             | Актёр                       |
| 1974 | Parade (Парад)                                                                     | Телефильм              | Сценарист, режиссёр и актёр |
| 1978 | Forza Bastia 78 ou l'île en fête (Форза Бастиа 78 или праздничный день на острове) | Документальный фильм   | Сценарий и режиссёр         |

## Документальные фильмы
- 2015 — Тати-экспресс / Tati Express (реж. Симон Валлон / Simon Wallon, Эммануэль Леконт / Emmanuel Leconte)

## В искусстве

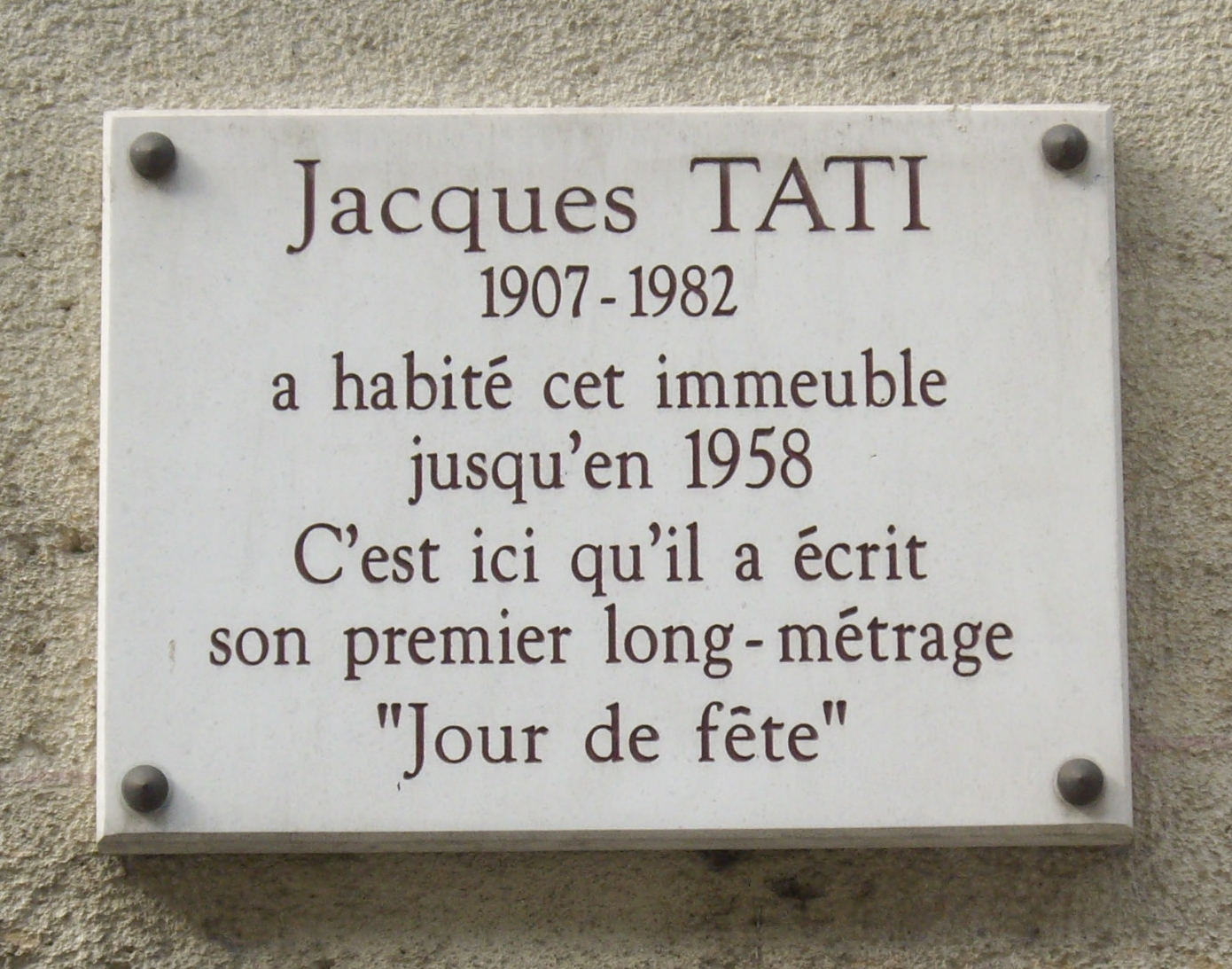
Памятная доска на улице Рю де Пентьевр № 30, в 8-м округе Парижа, где Тати создал сценарий фильма «Праздничный день»

В 2010 году вышел снятый по неосуществлённому сценарию Тати (записанный в виде письма к его ныне покойной старшей дочери, что вызвало споры между его потомками) полнометражный мультфильм «Иллюзионист», в котором он сам воплощён в образе главного героя стареющего фокусника Татищева (Татищефф), напоминающего также наиболее известного его персонажа — господина Юло. По словам режиссёра анимационной ленты Сильвена Шоме, одной из его задач было отстраниться от образа господина Юло и показать своего персонажа именно в образе Тати.